# Oscar Riesebeek
Oscar Riesebeek (Ede, 23 de dezembro de 1992) é um ciclista profissional neerlandês que desde 2020 corre para a equipa Alpecin-Fenix.

## Palmarés
- 2009
  - Grande Prêmio Rüebliland (Júnior)

- 2016
  - Omloop der Kempen[2]

- 2020
  - Tour Bitwa Warszawska 1920, mais 1 etapa[3]

- 2021
  - 3.º no Campeonato dos Países Baixos em Estrada

## Resultados em Grandes Voltas e Campeonatos do Mundo
| Corrida            | Corrida            | 2011 | 2012 | 2013 | 2014 | 2015 | 2016 | 2017 | 2018 | 2019 | 2020 | 2021  | 2022  |
| ------------------ | ------------------ | ---- | ---- | ---- | ---- | ---- | ---- | ---- | ---- | ---- | ---- | ----- | ----- |
|                    | Giro d'Italia      | —    | —    | —    | —    | —    | —    | —    | —    | —    | —    | 104.º | 113.º |
|                    | Tour de France     | —    | —    | —    | —    | —    | —    | —    | —    | —    | —    | —     | —     |
|                    | Volta a Espanha    | —    | —    | —    | —    | —    | —    | —    | —    | —    | —    | —     | —     |
| Mundial em Estrada | Mundial em Estrada | —    | —    | —    | —    | —    | —    | —    | —    | —    | —    | Ab.   | —     |

—: não participa
Ab.: abandono